# Keirosoma albicinctum
Keirosoma albicinctum är en tvåvingeart som beskrevs av Van Duzee 1929. Keirosoma albicinctum ingår i släktet Keirosoma och familjen styltflugor. Inga underarter finns listade i Catalogue of Life.